# 101.º Batallón Blindado SS
El 101.º SS Batallón Panzer Pesados (en alemán: Schwere SS-Panzer-Abteilung 101), comúnmente abreviado como s.SS-Pz. Abt. 101, fue una de las unidades blindadas élites de la Waffen-SS, actuando como brigada de apoyo y de asalto en todos los frentes. Con la introducción de los nuevos tanques Tiger II a finales de 1944 a la unidad se le asignó el nombre de Schwere SS-Panzer-Abteilung 501.
Esta unidad fue creada el 19 de julio de 1943 como parte del I SS-Panzerkorps, siendo conformada por dos nuevas compañías de tanques pesados que consistían en Tiger I e incorporando la 13.ª compañía pesada del 1.er Regimiento Panzer SS. Esta unidad pasó a ser parte de la 1.ª División "Leibstandarte SS Adolf Hitler" y fue enviada a Italia el 23 de agosto de 1943, donde estuvieron desde agosto hasta mediados de octubre. Posteriormente intervendría en varias operaciones en el Frente Oriental y después en el Frente Occidental, intentando frenar la ofensiva de los aliados occidentales tras el Desembarco de Normandía. La última operación importante en la que intervino fue en 1945 durante la Ofensiva del Lago Balatón, en Hungría, que terminó siendo un fracaso.

## Comandantes
- Comandante (SS-Sturmbannführer) Heinz von Westernhagen (19 de julio - 8 de noviembre de 1943)
- Teniente coronel (SS-Obersturmbannführer) Otto Leiner (9 de noviembre de 1943 - 13 de febrero de 1944)
- Teniente coronel (SS-Obersturmbannführer) Heinz von Westernhagen (13 de febrero de 1944 - 20 de marzo de 1945)
- Comandante (SS-Sturmbannführer) Heinrich Heinz Kling (20 de marzo - 8 de mayo de 1945)

## Ases
- Comandante (SS-Sturmbannführer) Heinrich Heinz Kling - Acreditados 51 tanques destruidos pero el número exacto es desconocido.
- Sargento (SS-Unterscharführer) Karl-Heinz Warmbrunn - Acreditados 57 tanques destruidos pero el número exacto es desconocido.
- Teniente (SS-Obersturmführer) Helmut Wendorff - Acreditados 84 tanques destruidos pero el número exacto es desconocido.
- Capitán (SS-Hauptsturmführer) Michael Wittmann - Acreditados 138 tanques destruidos pero el número exacto es desconocido.
- Brigada (SS-Oberscharführer) Jürgen Brandt - Acreditados 57 tanques destruidos.
- Baltasar Bobby Woll - Acreditados 100+ tanques destruidos pero el número exacto es desconocido.[2]
- Karl Möbius - Acreditados 125 tanques destruidos pero el número exacto es desconocido.

## Premiados con la Cruz de Caballero de la Cruz de Hierro
- Heinrich Heinz Kling
- Michael Wittmann
- Franz Staudegger, el primer comandante de Tiger I en recibirla destruyendo 22 tanques el 8 de julio de 1943
- Balthasar Bobby Woll
- Helmut Wendorff[3]
- Alfred Günther